# Paz concluida
Paz concluida, 1856 es una pintura de 1856 de John Everett Millais que representa a un oficial británico herido leyendo el informe del periódico The Times sobre el final de la Guerra de Crimea. Se exhibió en la Real Academia de Arte (Royal Academy) en 1856 con críticas mixtas, pero el crítico John Ruskin la respaldó firmemente. La figura central de la pintura es un retrato de la esposa de Millais, Effie Gray, quien anteriormente había estado casada con Ruskin. Actualmente se exhibe en el Instituto de Artes de Mineápolis.

## Tema
Existe alguna evidencia de que Millais originalmente pretendía que la pintura fuera satírica: un ataque a los oficiales mimados a quienes se les permitía irse a casa por los llamados "asuntos privados urgentes", mientras que los soldados comunes se veían obligados a permanecer en condiciones precarias en Crimea. Cuando terminó la guerra, la sátira parecía obsoleta, por lo que la cambió por la representación de un oficial herido que se recupera en su hogar.
El oficial está representado recostado con un perro lobo irlandés a sus pies, mientras su esposa se sienta en el borde del sofá y contra su regazo, rodeándole protectora con sus brazos; detrás de sus cabezas se extiende un gran arbusto de mirto, símbolo tradicional de la fidelidad conyugal, al igual que el perro. El caballero viste una bata, indicando su convalecencia, y ha interrumpido su lectura de un capítulo de la novela por entregas de William Makepeace Thackeray The Newcomes (el folleto amarillo detrás de su cabeza), que comparte la historia de un piadoso militar y su familia, para leer el periódico.
Las dos hijas juegan con una caja de madera en forma de arca de Noé, un juguete popular en la época. Contiene las figuras de varios animales, algunos de los cuales han colocado en el regazo de la madre. Cada uno de estos simboliza a uno de los combatientes en la guerra de Crimea. El gallo galo es el símbolo de Francia; el león de Gran Bretaña; el oso de Rusia y el pavo el imperio otomano (con sede en Turquía; en inglés, Turkey que también significa pavo). Con la caja a sus pies, la niña de la izquierda mirando al espectador acaba de sacar una paloma de la caja, que simboliza la paz, y la dirige hacia sus padres. La rica tela granate del vestido de la madre crea una gran mancha roja debajo de los juguetes, que sugiere la sangre derramada. La niña de la derecha se apoya en las rodillas de su madre sosteniendo la medalla de campaña de su padre y lo mira interrogante.
La rica alfombra, las joyas de la madre, la calidad de las prendas de la familia, todo sugiere un estatus acomodado. En la pared detrás hay una copia de un cuadro de James Heath, The Death of Major Peirson de John Singleton Copley, que representa la muerte de un oficial británico que defendía Jersey (lugar de origen de la familia de Millais) durante la Batalla de Jersey de 1781.

## Recepción
El elaborado elogio de Ruskin de la pintura enfatizó el dominio cada vez mayor de Millais del color, que el crítico comparó con el de Tiziano. Otros críticos quedaron menos impresionados. Un oponente de los prerrafaelitas afirmó que los "abrigos, sombreros, pololos" tenían más vitalidad que la gente. A algunos de los colegas prerrafaelitas de Millais tampoco les gustó la obra. Los críticos también estaban desconcertados en cuanto a la cercanía física y emocional aparente de los padres. “La agrupación de las dos principales figuras (sic), aunque probable incidente, no es fácil. Primero perdimos las extremidades del marido y hay que buscarlas más allá de la mujer, y luego surge la pregunta de sobre qué está sentada, sostenida por la suposición de que ocupa un espacio misterioso al borde del sofá." Luego de más investigaciones, es posible que parte de su cercanía represente la propia cercanía de Millais y Gray, ya que la pintura y su primer aniversario de boda comparten la misma fecha. Hay evidencia de que esta no fue la primera vez que Millais insertó su propia vida personal en una de sus pinturas.